# Dessin de camouflage canadien
Le dessin de camouflage canadien (DcamC, en anglais : Canadian Disruptive Pattern - CADPAT) est un motif de camouflage militaire créé par l'agence de recherche et développement pour la défense Canada et utilisé par les forces armées canadiennes. Généré par ordinateur, il est notamment censé limiter sa détection par des jumelles de vision nocturne.
Quatre variantes opérationnelles du CADPAT ont été utilisées par les Forces armées canadiennes : un motif boisé tempéré, un motif régions arides, un motif opérations hivernales et un motif multiterrain.
Le CADPAT a été le premier motif de camouflage numérique à être utilisé de manière opérationnelle, puisqu'il a été émis en 1997 par les Forces armées canadiennes. Le motif a été entièrement normalisé au sein des Forces armées canadiennes en 2002, remplaçant complètement les uniformes opérationnels olive-drab utilisés auparavant par les unités de la Force régulière. La variante multiterrain du CADPAT a commencé à être développée en 2019 et devrait remplacer les variantes du CADPAT pour les régions boisées tempérées et les régions arides.

## Historique
Le désir du Canada de se doter d'un nouveau système de soldat remonte à novembre 1988 et a suivi de près les efforts déployés par de nombreux pays de l'OTAN. Le premier effort de recherche, appelé "Vêtements et équipements de protection intégrés"  (Integrated Protective Clothing and Equipment - IPCE) Technology Demonstration, a été lancé en 1995, mais a ensuite été annulé en raison du coût élevé des systèmes et de l'incapacité à répondre à la majorité des exigences. Les opérations en cours au milieu des années 1990 ont conduit à la création du projet "Habiller le soldat" (Clothe the Soldier - CTS), qui portait directement sur les domaines de capacité du système du soldat de l'OTAN que sont la survivabilité et la durabilité. Le motif perturbateur canadien faisait partie des recherches en cours et a été mis en œuvre dans le cadre du projet CTS.
Une fois que le système CADPAT pour les forêts tempérées a été finalisé, les essais sur le terrain ont commencé en 1995. Après avoir obtenu des résultats satisfaisants, le CADPAT a été adopté par l'armée canadienne en 1997, mais les essais n'ont pris fin qu'en 2001, lorsque le motif a été déposé sous forme de marque.

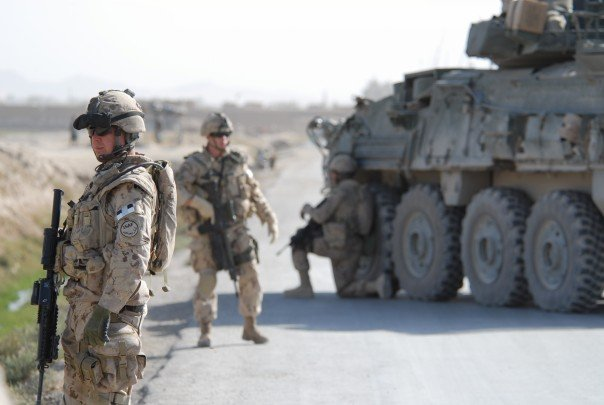
Soldats des Canadian Grenadier Guards portant le CADPAT AR en Afghanistan, 2009.

La première utilisation opérationnelle du motif boisé tempéré a été signalée en septembre 2001 avec des soldats canadiens servant en Bosnie-Herzégovine dans le cadre de la rotation Palladium 09. La première utilisation opérationnelle de la variante CADPAT pour les régions arides à l'étranger a été signalée pendant la guerre d'Afghanistan, lorsque des prisonniers de guerre talibans ont été vus escortés par des commandos canadiens armés portant le camouflage. Cela a failli compliquer les choses pour le ministère de la Défense nationale, qui avait déclaré qu'aucun commando canadien ne se trouvait officiellement en Afghanistan.
En 2019, des tests ont été effectués dans le cadre de projets visant à remplacer à terme les motifs des régions tempérées et arides en service dans les Forces armées canadiennes,,. Dans le cadre du projet de "modernisation de l'équipement et des vêtements opérationnels du soldat" (Soldier Operational Clothing and Equipment Modernization - SOCEM), le ministère de la Défense nationale a sollicité les commentaires et les conseils des utilisateurs pour le camouflage d'essai connu sous le nom de Prototype J avant de prendre sa décision,. En 2021, le nouveau CADPAT multiterrain a été choisi pour le remplacer. Le nouveau motif de camouflage devrait être adopté d'ici 2027.

## Variantes du motif
Les Forces armées canadiennes ont développé quatre variantes opérationnelles du CADPAT : boisé tempéré (temperate woodland - TW), régions arides (arid regions - AR), opérations hivernales (winter operations - WO) et multiterrain (multi-terrain - MT).
Le modèle de la forêt tempérée est devenu la norme pour le Commandement de la Force terrestre des Forces canadiennes en 2002, suivi par le Commandement aérien des Forces canadiennes en 2004. En 2021, les Forces armées canadiennes ont choisi une nouvelle variante du CADPAT, le motif multiterrain, pour remplacer les motifs TW et AR. Ces deux motifs seront progressivement éliminés au cours des prochaines années et l'uniforme à motifs deviendra l'uniforme de " tenue de tous les jours ". On ne sait pas si les motifs TW et AR seront conservés à des fins opérationnelles une fois que l'uniforme à motifs sera généralisé.

### Forêts tempérées
Le motif boisé tempéré (TW) est conçu pour être utilisé dans les forêts et les prairies, avec son mélange de vert clair, de vert foncé, de brun et de noir. Le motif a été introduit pour la première fois en 1996 sur le couvre-casque du nouveau casque CG634 qui entrait alors en service. À la même époque, le motif a également été introduit sur le filet de camouflage individuel d'un nouveau soldat. Le motif TW offre une protection contre l'observation à l'œil nu et les dispositifs de vision nocturne, le motif incorporant la technologie du proche infrarouge au niveau de l'encre pour aider à dissimuler le porteur contre les dispositifs optiques à proche infrarouge. Le motif est optimisé pour un taux de pénétration de 30 à 350 mètres contre un viseur optique de puissance 3.

### Régions arides
Le modèle des régions arides (AR) est conçu pour être utilisé dans des conditions de désert, de quasi-désert et de savane, et comprend trois nuances de brun. Le modèle AR comprend également deux poches de bras supplémentaires et du velcro sur les bras par rapport à l'uniforme TW . Le modèle AR a été développé en même temps que les essais du modèle TW. Cependant, après le déploiement des Forces canadiennes en Afghanistan, le développement du modèle AR a été accéléré afin qu'il soit distribué aux soldats à l'été 2002. Le modèle AR intègre également la technologie infrarouge pour les opérations nocturnes.

### Multi-terrain
À partir de 2019, dans le cadre du programme de "modernisation de l'équipement et des vêtements opérationnels du soldat" (Soldier Operational Clothing and Equipment Modernization - SOCEM), un modèle "transitoire" a commencé à être testé par les Forces armées canadiennes. Le motif a été accepté après quelques légères modifications de sa coloration. Le motif est globalement moins vif que le motif TW, mais plus sombre que le motif AR, utilisant des nuances variées de vert, de marron, de tan et de noir. En 2021, le nouveau motif CADPAT, appelé "motif multiterrain", a été officiellement annoncé comme remplaçant les motifs TW et AR, même si le processus se déroulera au cours de la décennie suivante. Le motif est conçu pour se fondre dans le plus grand nombre d'environnements possible et devrait servir d'uniforme de travail quotidien pour les Forces armées canadiennes,.

### Opérations hivernales

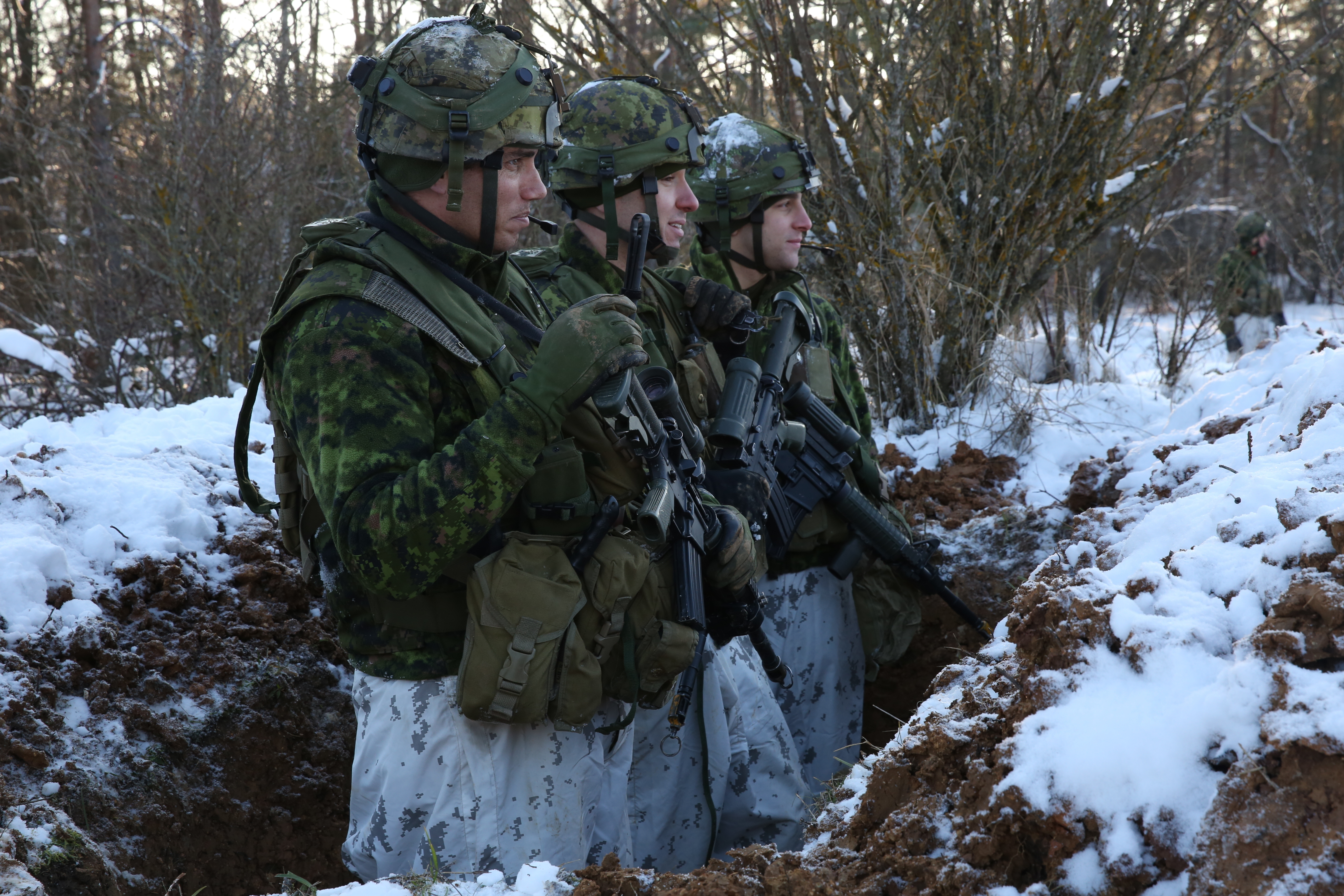
Membres du Royal 22e Régiment en pantalon CADPAT WO.

Le motif des opérations hivernales (WO) a été créé pour les terrains enneigés ou mixtes, boisés et enneigés. Le motif de camouflage neige a été introduit comme une amélioration des blancs d'hiver monochromes afin de renforcer la capacité de camouflage du soldat canadien de jour comme de nuit. Il intègre également la technologie du proche infrarouge.

### Variantes proposées
En 2011, Defence Research and Development Canada, basé à la BFC Suffield, a demandé de développer un nouveau modèle urbain pour les Forces canadiennes, basé sur les trois principales zones métropolitaines du Canada : Toronto, Vancouver et Montréal. Le prototype est connu sous le nom de modèle d'environnement urbain canadien (Canadian urban environment pattern - CUEPAT). Bien qu'au moins une entreprise - HyperStealth Biotechnology Corporation - ait répondu à l'appel d'offres, aucune autre annonce concernant le CUEPAT n'a été faite depuis 2022.
En 2016, les Forces canadiennes ont envisagé de remplacer les uniformes rouges portés par les Rangers canadiens par un nouveau modèle rouge dérivé du CADPAT.

## Modèles similaires

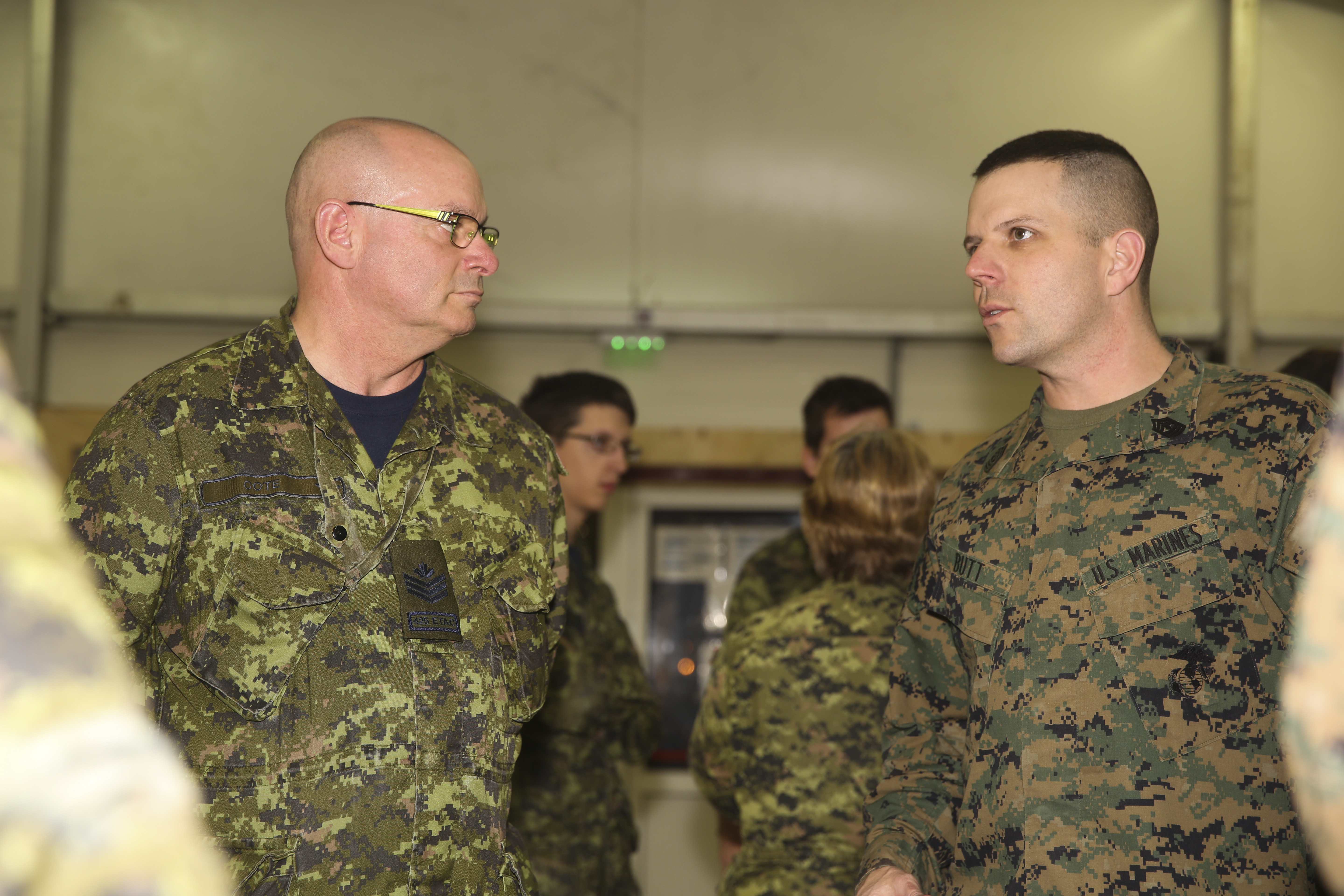
Un aviateur canadien en CADPAT (à gauche) ; un Marine américain en MARPAT.

Le CADPAT a été le premier motif de camouflage numérique à être utilisé dans le cadre d'opérations. De nombreux débats supposent que ce motif a directement inspiré le Corps des Marines des États-Unis, qui a adopté son propre motif de camouflage, le MARPAT, pour remplacer son Battle Dress Uniform et son Desert Camouflage Uniform à la fin de 2001 et au début de 2002. Le motif MARPAT publié en 2001 utilisait les mêmes écrans d'impression que le motif CADPAT TW et le motif d'essai pour le motif CADPAT AR.

## Variantes

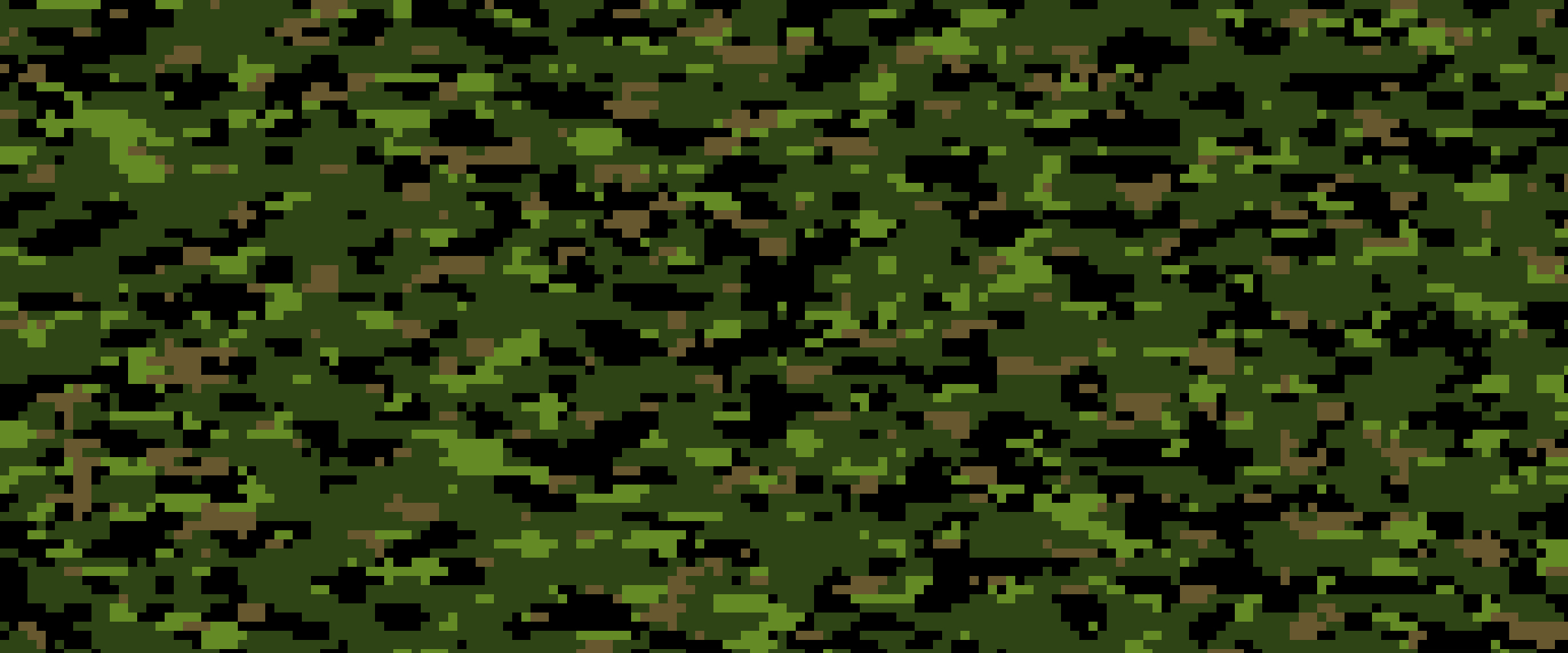
CADPAT TW
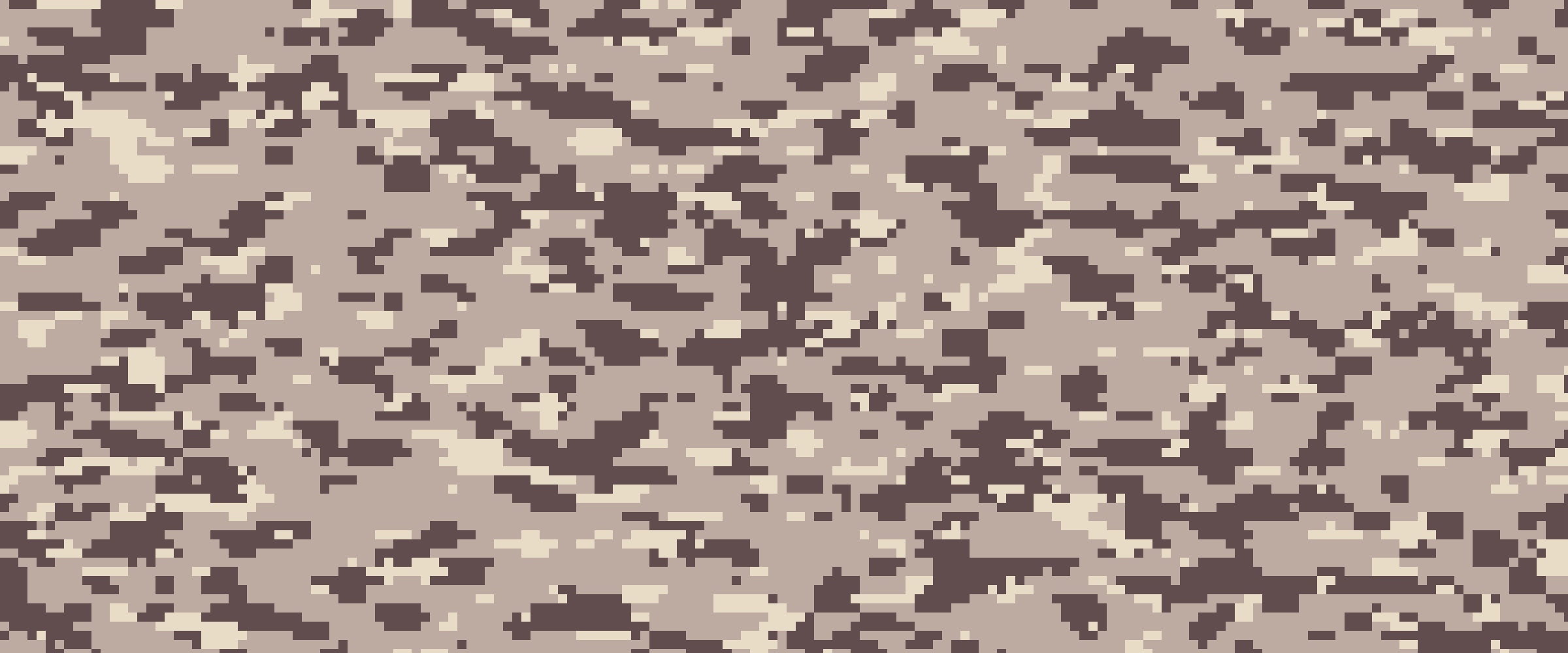
CADPAT AR

## Source
- (en) Cet article est partiellement ou en totalité issu de l’article de Wikipédia en anglais intitulé « CADPAT » (voir la liste des auteurs).